# Гарф-Суф'ян
Гарф-Суф'ян (араб. مديرية حرف سفيان) — мудірія в мугафазі Амран, Ємен.

## Географія
Мудірія Гарф-Суф'ян розташована на півночі мугафази Амран. Адміністративним центром мудірії є містечко Ель-Гарф.

## Клімат
Клімат в мудірії Гарф-Суф'ян пустельний та напівпустельний.
| Кліматограма мудірійї Гарф-Суф'ян                                                     | Кліматограма мудірійї Гарф-Суф'ян | Кліматограма мудірійї Гарф-Суф'ян | Кліматограма мудірійї Гарф-Суф'ян | Кліматограма мудірійї Гарф-Суф'ян | Кліматограма мудірійї Гарф-Суф'ян | Кліматограма мудірійї Гарф-Суф'ян | Кліматограма мудірійї Гарф-Суф'ян | Кліматограма мудірійї Гарф-Суф'ян | Кліматограма мудірійї Гарф-Суф'ян | Кліматограма мудірійї Гарф-Суф'ян | Кліматограма мудірійї Гарф-Суф'ян |
| ------------------------------------------------------------------------------------- | --------------------------------- | --------------------------------- | --------------------------------- | --------------------------------- | --------------------------------- | --------------------------------- | --------------------------------- | --------------------------------- | --------------------------------- | --------------------------------- | --------------------------------- |
| С                                                                                     | Л                                 | Б                                 | К                                 | Т                                 | Ч                                 | Л                                 | С                                 | В                                 | Ж                                 | Л                                 | Г                                 |
| 1 26 10                                                                               | 1 30 12                           | 16 32 15                          | 59 35 16                          | 20 36 16                          | 8 35 17                           | 24 32 17                          | 50 33 17                          | 6 35 17                           | 2 34 15                           | 4 29 11                           | 1 27 10                           |
| Середня макс. і мін. температури повітря (°C) Атмосферні опади (мм), за рік : 192 мм. |                                   |                                   |                                   |                                   |                                   |                                   |                                   |                                   |                                   |                                   |                                   |

## Населення
Станом на 2017 рік у мудірійї Гарф-Суф'ян мешкало 55 803 особи, у 2003 році — 42 480 осіб.